# 第65次長期滞在
第65次長期滞在（だい65じちょうきたいざい）は国際宇宙ステーションへの65回目の長期滞在。このミッションは2021年4月17日のソユーズMS-17の出発で始まり、当初はNASAのマイケル・ホプキンスとビクター・グローバー両飛行士およびJAXAの野口聡一飛行士とともにスペースX Crew-1に搭乗して2020年11月に打ち上げられたNASAのシャノン・ウォーカー飛行士が3人目の女性船長として船長を務めた。彼らにソユーズMS-18に搭乗したロシアのオレッグ・ノヴィツキーとピョートル・ドゥブロフ両飛行士とNASAのマーク・T・ヴァンデハイ飛行士が合流した。
2021年5月2日のクルードラゴン・レジリエンスの出発に伴い、Crew-1のクルーは2021年4月23日に打ち上げられたスペースX Crew-2のクルーに置き換えられた。JAXAの星出彰彦飛行士は、ステーションの船長としてウォーカーの地位を引き継ぎ、ウォーカーは11日間という最も短い任期のISS船長となった。2021年10月4日からはESAのトマ・ペスケ飛行士が星出に代わってISSを指揮する4人目の欧州の宇宙飛行士となり、軌道実験室を指揮する初めてのフランス人飛行士となった。2021年10月17日にソユーズMS-18が出発し、この長期滞在は終了した。

## 到着したモジュール、宇宙船、クルーおよび船外活動
第65次長期滞在は、ISSのスケジュールの中でも非常に多忙な時期に行われ、Crew-1とCrew-2に2機のスペースX クルードラゴンミッションおよびソユーズMS-18およびソユーズMS-19の2機のソユーズの飛行を受け入れる予定だった。
2021年4月のソユーズMS-17のドッキング解除でこの長期滞在が始まった時、スペースX Crew-1のクルーを運んできたクルードラゴン・レジリエンスとソユーズMS-18宇宙船の2機がステーションに残っていた。2021年4月にスペースX Crew-2のクルーを運んできたクルードラゴン・エンデバーが到着した後に3人の同乗者、マイク・ホプキンス、ビクター・グローバーおよび野口聡一とともにステーションを離れるまで、Crew-1のミッションスペシャリストであるシャノン・ウォーカーが当初はステーションの指揮をとっていた。Crew-1の出発に続いて、Crew-2のミッションスペシャリストである星出彰彦がステーションの指揮を引き継ぎ、日本人で2人目のISS船長となった。2021年10月5日にソユーズMS-19が打ち上げられ、ロシア人宇宙飛行士のアントン・シュカプレロフ、映画監督のクリム・シペンコおよび女優のユリア・ペレシルドをISSに運んだ。映画監督と女優は映画プロジェクトの一部として、ステーションに搭乗して12日間を過ごした。
6月16日、20日および25日に3回の船外活動がトマ・ペスケおよびシェーン・キンブローによってステーションの米国軌道セグメント（USOS）から行われ、最初の2基の伸展式太陽電池アレイ（iROSA）のステーションへの設置を行った。この2基は2021年6月3日にスペースX CRS-22によって運ばれたものだった。6月16日の船外活動は太陽電池アレイを2B電力チャンネルおよびP6トラスのマスト格納容器に配置するもので、作業開始の3時間が経過するまでは順調だったが、キンブローの宇宙服のコンピューターに問題が発生してクエストのエアロックに戻る必要が発生した。iROSAも展開次に技術的な問題が発生し、その結果この船外活動は予定よりも早く7時間15分後に打ち切られた。
11:42 UTCに開始され、6時間28分後に完了した6月20日の船外活動では、最初のiROSAの展開と、ステーションの電力システムへの接続が成功した。6月25日 11:52 UTCに開始された船外活動は6時間45分間継続し、宇宙飛行士は2基目のiROSAの4Bマスト収納容器の1基目のiROSAの反対側への設置と展開に成功した。
8月24日には、プラズマ測定機材の交換と、P4トラスへの次の一対のiROSAのためのブラケットを設置するためのさらにもう1回の船外活動が星出彰彦とマーク・ヴァンデハイによって行われる予定だった。この予定はヴァンデハイが「軽微な医学的問題」に直面したことから9月12日に延期された。トマ・ペスケがヴァンデハイと交代した。この船外活動は13:15 UTCに始まり、6時間45分続いた。
欧州ロボットアームとナウカの設置を促進するとともに、第66次長期滞在中に予定されるプリチャル・ドッキング・ノードの到着に向けた、新しいモジュールの準備も行うオレッグ・ノヴィッツキーとピョートル・ドゥブロフによる、ロシア軌道セグメント（ROS）からの3回の船外活動が行われた。1回目の船外活動は6月2日の5:53 UTCから7時間19分に渡って実施された。
2回目の船外活動は9月3日の14:41 UTCから7時間54分行われ、3回目は9月9日 14:51 UTCから7時間25分実施された。

## クルー

### 長期滞在クルー
| 役職                   | 第1期 （2021年4月17日 – 4月24日）                      | 第2期 （2021年4月24日 – 5月2日）                       | 第3期 （2021年5月2日 – 10月4日）                       | 第4期 （2021年10月4日 – 10月5日）                      | 第5期 （2021年10月5日 – 10月17日）                     |
| ---------------------- | ------------------------------------------------------ | ------------------------------------------------------ | ------------------------------------------------------ | ------------------------------------------------------ | ------------------------------------------------------ |
| 船長                   | シャノン・ウォーカー、NASA 2回目の宇宙飛行             | シャノン・ウォーカー、NASA 2回目の宇宙飛行             | 星出彰彦、JAXA 3回目の宇宙飛行                         | トマ・ペスケ、ESA 2回目の宇宙飛行                      | トマ・ペスケ、ESA 2回目の宇宙飛行                      |
| 第1フライトエンジニア  | マイケル・ホプキンス、NASA 2回目の宇宙飛行             | マイケル・ホプキンス、NASA 2回目の宇宙飛行             | シェーン・キンブロー、NASA 3回目の宇宙飛行             | シェーン・キンブロー、NASA 3回目の宇宙飛行             | シェーン・キンブロー、NASA 3回目の宇宙飛行             |
| 第2フライトエンジニア  | ビクター・グローバー、NASA 1回目の宇宙飛行             | ビクター・グローバー、NASA 1回目の宇宙飛行             | K・メーガン・マッカーサー、NASA 2回目の宇宙飛行        | K・メーガン・マッカーサー、NASA 2回目の宇宙飛行        | K・メーガン・マッカーサー、NASA 2回目の宇宙飛行        |
| 第3フライトエンジニア  | 野口聡一、JAXA 3回目の宇宙飛行                         | 野口聡一、JAXA 3回目の宇宙飛行                         | トマ・ペスケ、ESA 2回目の宇宙飛行                      | 星出彰彦、JAXA 3回目の宇宙飛行                         | 星出彰彦、JAXA 3回目の宇宙飛行                         |
| 第4フライトエンジニア  | オレッグ・ノヴィッツキー、ロスコスモス 3回目の宇宙飛行 | オレッグ・ノヴィッツキー、ロスコスモス 3回目の宇宙飛行 | オレッグ・ノヴィッツキー、ロスコスモス 3回目の宇宙飛行 | オレッグ・ノヴィッツキー、ロスコスモス 3回目の宇宙飛行 | オレッグ・ノヴィッツキー、ロスコスモス 3回目の宇宙飛行 |
| 第5フライトエンジニア  | ピョートル・ドゥブロフ、ロスコスモス 1回目の宇宙飛行   | ピョートル・ドゥブロフ、ロスコスモス 1回目の宇宙飛行   | ピョートル・ドゥブロフ、ロスコスモス 1回目の宇宙飛行   | ピョートル・ドゥブロフ、ロスコスモス 1回目の宇宙飛行   | ピョートル・ドゥブロフ、ロスコスモス 1回目の宇宙飛行   |
| 第6フライトエンジニア  | マーク・T・ヴァンデハイ、NASA 2回目の宇宙飛行          | マーク・T・ヴァンデハイ、NASA 2回目の宇宙飛行          | マーク・T・ヴァンデハイ、NASA 2回目の宇宙飛行          | マーク・T・ヴァンデハイ、NASA 2回目の宇宙飛行          | マーク・T・ヴァンデハイ、NASA 2回目の宇宙飛行          |
| 第7フライトエンジニア  |                                                        | シェーン・キンブロー、NASA 3回目の宇宙飛行             |                                                        |                                                        | アントン・シュカプレロフ、ロスコスモス 4回目の宇宙飛行 |
| 第8フライトエンジニア  |                                                        | K・メーガン・マッカーサー、NASA 2回目の宇宙飛行        |                                                        |                                                        |                                                        |
| 第9フライトエンジニア  |                                                        | 星出彰彦、JAXA 3回目の宇宙飛行                         |                                                        |                                                        |                                                        |
| 第10フライトエンジニア |                                                        | トマ・ペスケ、ESA 2回目の宇宙飛行                      |                                                        |                                                        |                                                        |

### 長期滞在以外の訪問者
| ミッション                  | 宇宙飛行士                                                                                            | 結合（UTC）         | 離脱（UTC）    | 期間   |
| --------------------------- | --- | ------------------- | -------------- | ------ |
| ソユーズMS-19/ソユーズMS-18 | クリム・シペンコ、チャンネル1 ユリア・ペレシルド、チャンネル1                                         | 2021年10月5日 12:22 | 2021年10月18日 | 12日間 |
| ソユーズMS-19/ソユーズMS-18 | 映画 "The Challenge" のメンバー。予備メンバーはアレクセイ・ドゥディンとアレーナ・モルドヴィナだった。 |                     |                |        |